# Coma suscrita
La coma suscrita es un signo diacrítico que se utiliza en rumano debajo de la ⟨s⟩ (⟨Ș⟩, ⟨ș⟩) y de la ⟨t⟩ (⟨Ț⟩, ⟨ț⟩). Ocasionalmente se utiliza una cedilla en su lugar, pero esto es técnicamente incorrecto. El símbolo ⟨d̦⟩ ('d con coma debajo') se usó como parte del alfabeto de transición rumano (siglo XIX) para indicar los sonidos denotados por la letra latina ⟨z⟩ o las letras ⟨dz⟩, cuando derivaban de la letra cirílica arcaica ѕ (⟨ѕ⟩, /dz/). Tanto la coma suscrita como la cedilla son derivadas de una ⟨ʒ⟩ (una z cursiva pequeña) colocada debajo de la letra, por lo que desde ese punto de vista, ⟨ș⟩, ⟨ț⟩ y ⟨d̦⟩ podrían considerarse sustitutos de /sz/, /tz/ y /dz/, respectivamente.
En letón, la coma diacrítica se utiliza para las letras ⟨ģ⟩, ⟨ķ⟩, ⟨ļ⟩, ⟨ņ⟩, e históricamente también ⟨ŗ⟩, para indicar la palatalización. Debido a que la letra minúscula ⟨g⟩ tiene un descendente, la coma se gira 180° y se coloca encima de la letra. Aunque en algunos sitios aparecen como "letra con coma", sus nombres en el estándar Unicode son "letra con cedilla". Fueron introducidos al estándar Unicode antes de 1992 y, según la política del Consorcio Unicode, sus nombres no se pueden modificar. A finales de los años 1920 y 1930, la ortografía latgaliana utilizada en Siberia usaba letras adicionales con coma ⟨ç⟩, ⟨ḑ⟩, ⟨m̧⟩, ⟨p̧⟩ ⟨ş⟩ ⟨ţ⟩ ⟨v̧⟩ ⟨ v̧ ⟩., ⟨z̧⟩ 
En Livonia, cuyo alfabeto se basa en una mezcla de los alfabetos letón y estonio, la coma suscrita se utiliza en las letras ⟨ḑ⟩, ⟨ļ⟩, ⟨ņ⟩, ⟨ŗ⟩, ⟨ț⟩ para indicar la palatalización de la misma manera que en el letón, excepto que en Livonia se usa ⟨ḑ⟩ y ⟨ț⟩ para representar los mismos fonemas explosivos palatales que el letón escribe con ⟨ģ⟩ y ⟨ķ⟩, respectivamente.
En checo y eslovaco, el signo diacrítico que aparece en los caracteres ⟨ď⟩, ⟨ť⟩ y ⟨ľ⟩ parece a una coma en superíndice, pero en realidad se representa así en lugar de con un carón porque la letra tiene un asta ascendente que no deja sitio al carón. Otras letras ascendentes con carones, como las letras ⟨ȟ⟩ (usadas en romaní finlandés y lakota) y ⟨ǩ⟩ (usadas en sami skolt), no modificaron sus carones a comas en superíndice.
En la Guatemala del siglo XVI, la letra arcaica cuatrillo con coma ( ⟨Ꜯ⟩ y ⟨ꜯ⟩ ) se usaba para escribir las lenguas mayas. 